# Acanthaeschna victoria
Acanthaeschna victoria е вид насекомо от семейство Aeshnidae, единствен представител на род Acanthaeschna. Видът е световно застрашен, със статут Уязвим.

## Разпространение
Видът е разпространен в Австралия (Куинсланд и Нов Южен Уелс).